# Armenelos
Armenelos est une ville fictive du légendaire de l'écrivain britannique J. R. R. Tolkien. C'est la capitale du royaume insulaire de Númenor, construite sur les flancs du Meneltarma, la plus haute montagne de l'île. Elle est parfois appelée Armenelos la dorée et abritait la cour des rois de Númenor. C'est là que Sauron fut amenée et enchaîné.